# Vicki Randle
Vicki Randle (ur. 11 grudnia 1954 roku w San Francisco) – amerykańska muzyk i multiinstrumentalistka (głównie gitara akustyczna i perkusja) i kompozytorką, znaną jako pierwsza i jedyna kobieta w Tonight Show Band. Nagrywała i występowała z artystami takimi jak: Aretha Franklin, George Benson, Lionel Richie, Kenny Loggins, Céline Dion, Herbie Hancock, Wayne Shorter, Branford Marsalis oraz Lyle Mays.
Rozpoczęła karierę jako piosenkarka, kompozytorka i gitarzystka, grając m.in. w Bla-Bla Cafe oraz The Ice House. Nagrywała oraz występowała również z wieloma artystami muzyki kobiet, takimi jak Cris Williamson, Ferron czy Linda Tillery.
Randle ma obecnie rezydencje w Venice Beach oraz Oakland, Kalifornia. Jest lesbijką.